# Ikerasassuaq (sund i Qaasuitsup)
Ikerasassuaq är ett sund i Grönland (Kungariket Danmark).   Det ligger i kommunen Qaasuitsup, i den västra delen av Grönland, 1 100 km norr om huvudstaden Nuuk.